# Igla-Nunatak
Der Igla-Nunatak (von russisch Игла Igla, deutsch ‚Nadel‘) ist ein Nunatak an der Prinzessin-Astrid-Küste des ostantarktischen Königin-Maud-Lands.
Russische Wissenschaftler nahmen seine deskriptive Benennung vor.